# Krytyczna lista wielkoowocnikowych grzybów workowych Polski
Krytyczna lista wielkoowocnikowych grzybów workowych Polski (Checklist of Polish Larger Ascomycetes) – pierwsze całościowe, krytyczne zestawienie grzybów wielkoowocnikowych zaliczanych do typu (klasy) workowców (Ascomycetes) występujących w Polsce. Obejmuje grzyby workowe należące do trzech rzędów klasy patyczniaków Leotiomycetes: tocznikowce Helotiales, łuszczeńcowce Rhytismatales i Thelebolales, rzędu kustrzebkowców Pezizales z klasy kustrzebniaków Pezizomycetidae i rzędu Orbiliales z klasy Orbiliomycetes.
Autorem listy jest Maria Alicja Chmiel. Opracowała ją na podstawie danych opublikowanych w pracach naukowych. Lista zawiera 785 gatunków w kolejności alfabetycznej. Dla każdego gatunku podaje się akceptowaną nazwę łacińską (i nazwę polską, jeśli jest), a następnie nazwę lub nazwy użyte w publikacjach źródłowych (synonimy), jeśli różnią się od nazwy akceptowanej. Lista zawiera również opisy podłoża i odniesienia do literatury źródłowej.

## Spis treści
- Wstęp
  - Historia badań nad wielkoowocnikowymi grzybami workowymi w Polsce
  - Uwagi ogólne
  - Nazwy polskie
  - Podłoże
  - Cytowana literatura
  - Użyte symbole
- Podział systematyczny wielkoowocnikowych grzybów workowych
- Lista gatunków
- Literatura
- Indeks nazwisk autorów[1].

Podane w pracy nazwy polskie są powszechnie używane i na nich opiera się nazewnictwo grzybów w polskiej Wikipedii. Nazwy naukowe natomiast często różnią się od nazw podanych w tej pracy. W taksonomii grzybów workowych nastąpiły i nadal następują duże zmiany. Na wikipedii stosowane są ciągle aktualizowane nazwy według Index Fungorum. Częściowo odbiegają one już od nazw podanych w Krytycznej liście wielkoowocnikowych grzybów workowych Polski.